# OCR-B
Cet article possède un paronyme, voir OCRB.
La police de caractères OCR-B est une police à espacement fixe (monospace) développée en 1968 par Adrian Frutiger pour Monotype, suivant les  directives de l'ECMA.
L'intention était de faciliter la reconnaissance optiques de caractères, grâce à des dispositifs électroniques dédiés.
Cette norme a été reconnue en 1973, et révisée en 1975 comme norme ISO 1073/II-1976,  de nouveau ajustée, en 1979 ("letterpress" design, size I). Cette police a été créée pour des besoins financiers, spécifiquement orienté vers des besoins bancaires. Cette fonte contient tous les caractères ASCII, et d'autres glyphes du monde bancaire.
Elle est universellement utilisée pour les codes-barres UPC / EAN.
Cette police de caractères partage les intentions de la police OCR-A, mais est plus facile à lire pour l’œil humain, le cerveau, et a un aspect moins technique.

## Glyphes OCR-B
Voir exemple, à droite ⇒